# Syryjski Komitet Olimpijski
Syryjski Komitet Olimpijski (ar. اللجنة الأولمبية السورية) – syryjskie stowarzyszenie związków i organizacji sportowych. Zajmuje się przede wszystkim organizacją udziału reprezentacji w igrzyskach olimpijskich oraz upowszechnianiem idei olimpijskiej, promocją sportu i reprezentowaniem syryjskiego sportu w organizacjach międzynarodowych, w tym w Międzynarodowym Komitecie Olimpijskim.

## O komitecie
Komitet olimpijski Syrii powstał w 1948 roku i w tym samym roku przyjęto go do Międzynarodowego Komitetu Olimpijskiego.
Pierwszy syryjski olimpijczyk wystąpił na igrzyskach w Londynie (1948), z kolei pierwszy medal olimpijski dla Syrii zdobył w 1984 roku Joseph Atiyeh. Od 1968 roku, z wyjątkiem igrzysk w Montrealu (1976), Syryjski Komitet Olimpijski nieprzerwanie wysyła swoich reprezentantów na letnie igrzyska.
Obecnym przewodniczącym komitetu jest Feras Mouala, zaś sekretarzem generalnym Salah Al-Khatib.